# Susana Fortes
Pour les articles homonymes, voir Fortes.
Œuvres principales
En attendant Robert Capa
Susana Fortes, née à Pontevedra en 1959, est une journaliste et écrivaine espagnole.

## Biographie
Elle est diplômée en Géographie et Histoire de l’université de Saint-Jacques-de-Compostelle, et en Histoire américaine de l’université de Barcelone.
Elle collabore régulièrement au journal El País, ainsi qu’à des magazines littéraires et de cinéma.
Elle est finaliste du prix Planeta en 2003 pour El amante albanés et reçoit le prix Fernando Lara du roman pour Esperando a Robert Capa (En attendant Robert Capa)

## Œuvres traduites en français
- Des tendres et des traîtres [« Tiernos y traidores »], trad. de Nelly Lhermillier, Paris, Éditions Flammarion, 2000, 241 p.  (ISBN 2-08-067897-3)
- En attendant Robert Capa [« Esperando a Robert Capa »], trad. de Julie Marcot, Paris, Éditions Héloïse d’Ormesson, 2010, 253 p.  (ISBN 978-2-35087-153-0)[2]
- Quattrocento [« Quattrocento »], Paris, Éditions Héloïse d’Ormesson, 2014  (ISBN 978-2-350-87154-7)
- Le Complot Médicis, trad. Nicolas Véron, Paris, Éditions Héloïse d’Ormesson, 2014  (ISBN 978-2-35087-154-7)